# Ford Fiesta Rally4
Ford Fiesta Rally4 – samochód rajdowy kategorii Rally4, którego debiut na rajdowych trasach miał miejsce w roku 2020. Model ten jest zbudowany jest na bazie Forda Fiesty siódmej generacji. Napędzany litrowym silnikiem EcoBoost.

## Dane techniczne[1][2]
- Nadwozie - 3-drzwiowe
- Silnik turbodoładowany, trzycylindrowy, 12-zaworowy wykonany w technologii EcoBoost
- Pojemność skokowa – 999 cm³
- Moc maksymalna – 210 KM przy 6500 obr./min
- Maksymalny moment obrotowy - 315 Nm przy 4000 obr./min
- Skrzynia biegów - sekwencyjna pięciobiegowa firmy Sadev
- Sprzęgło - dwutarczowe firmy AP Racing
- Zawieszenie - regulowane amortyzatory firmy Reiger, sprężyny firmy Eibach, elastyczna tylna belka
- Hamulce - tarcze hamulcowe wentylowane średnicy 330 mm na asfalcie i 285 mm na szutrze firmy AP Racing, zaciski hamulcowe wyczynowe firmy Alcon, tylne tarcze hamulcowe pojedyncze średnicy 280 mm
- Układ kierowniczy ze wspomaganiem elektrycznym
- Koła: asfalt 7’x17’/szuter 6’x15’ firmy OZ Racing
- Długość/szerokość/rozstaw osi – 4065/1735/2490 mm
- Masa własna pojazdu – 1080 kg
- Napęd na przednią oś